# Tokyo Performance Doll
Le Tokyo Performance Doll (?, 東京パフォーマンスドール), conosciute anche con la sigla TPD, erano un gruppo musicale J-pop composto solo da ragazze idol. Ispirate dalla girl band Onyanko Club, le TPD avevano sette membri principali e diversi altri membri "apprendisti" per le esibizioni live; questa formula sarebbe stata successivamente ripresa da diversi altri gruppi femminili, quali Morning Musume, Hello! Project ed AKB48. Basate a Tokyo, i creatori delle TPD lanciarono altre due band sorelle a rappresentare altre città, non solo in Giappone ma anche in Cina. Nel 1993 nacquero le Osaka Performance Doll, e nel 1996 fu la volta delle Shanghai Performance Dolls. Oltre a questi due gruppi gemelli, le TPD avevano anche dei sottogruppi, che tuttavia pubblicarono solo dei singoli e mai degli album, i quali erano pensati per essere pubblicati dal gruppo principale. I due membri delle TPD che avrebbero avuto più successo dopo lo scioglimento del gruppo furono Ryōko Shinohara, che si affermò come attrice, e Yuri Ichii delle East End X Yuri. Tra i membri "apprendisti", invece, furono Yoko Kamon e Yūko Fueki (Yoo Min) ad affermarsi.

## Membri principali
- Ryōko Shinohara (篠原涼子)
- Satomi Kihara (木原さとみ)
- Miho Yonemitsu (米光美保)
- Chisa Kawamura (川村知砂)
- Yuri Ichii (市井由理)
- Yuko Anai (穴井夕子)
- Mai Yagita (八木田麻衣)

## Membri secondari apprendisti
- Natsuko Kifushi (木伏夏子)
- Kanako Hitsuwari (櫃割香奈子)
- Shiho Shimazu (島津志穂)
- Hiromi Seki (関ひろみ)
- Masako Nakagawa (中川雅子)
- Misako Iwana (岩名美紗子)
- Saori Fujimoto (藤本佐織)
- Aya Shinohara (篠原礼)
- Miho Natori (名取美穂)
- Fumi Otoh (大藤史)
- Asami Azuma (東亜佐美)
- Miyabi Arai (新井雅)
- Miho Hirano (平野美保)

## Sottogruppi
- Golbies (ゴルビーズ): Ryōko Shinohara, Chisa Kawamura, Satomi Kihara
- Harajuku Jennu (原宿ジェンヌ): Ryōko Shinohara, Chisa Kawamura
- UL-SAYS: Ryōko Shinohara, Miho Yonemitsu
- ViVA!: Mai Yagita, Yuko Anai, Yuri Ichii
- TWO TOPS: Kanako Hitsuwari, Natsuko Kifushi
- Les,TPD: Chisa Kawamura, Kanako Hitsuwari, Natsuko Kifushi, Hiromi Seki
- Fire Dolls (ファイヤードールズ): Kanako Hitsuwari, Natsuko Kifushi, Hiromi Seki, Shiho Shimadu
- Yonemitsu Club (米光倶楽部): Miho Yonemitsu
- TPD DASH!!: Natsuko Kifushi, Kanako Hitsuwari, Shiho Shimazu, Hiromi Seki, Masako Nakagawa, Fumi Otoh, Miho Natori, Aya Shinohara, Asami Azuma

## Discografia

### Singoli
- 1º luglio 1991: WAKE ME UP!!
- 8 aprile 1992: Yume wo (夢を)
- 21 giugno 1992: Houkago ha Itsumo Party (放課後はいつもパーティー)
- 21 ottobre 1992: CATCH!!
- 21 novembre 1992: Juudai ni Tsumi wa Nai (十代に罪はない)
- 21 maggio 1993: Kiss wa Shounen wo Rouhi Suru (キスは少年を浪費する)
- 10 novembre 1993: Diamond wa Kizutsuka Nai (ダイヤモンドは傷つかない)
- 1º luglio 1994: Konya wa Never Stop (今夜はネヴァーストップ) (Radio Edit)

### Album
- 21 novembre 1990: Cha-DANCE Party Vol.1
- 25 luglio 1991: Cha-DANCE Party Vol.2
- 2 novembre 1991: Cha-DANCE Party Vol.3
- 8 luglio 1992: Tokyo Romance - Cha-DANCE Party Vol.4
- 2 dicembre 1992: CATCH YOUR BEAT!! - Cha-DANCE Party Vol.5
- 23 giugno 1993: MAKE IT TRUE - Cha-DANCE Party Vol.6
- 10 novembre 1993: SEVEN ON SEVEN - Cha-DANCE Party Vol.7
- 10 novembre 1993: TPD DASH !!: DASH!! - Cha-DANCE Party Vol.7.5 (mini-album)
- 1º maggio 1994: TPD DASH !!: JUST FINE - Cha-DANCE Party Vol.8
- 1º agosto 1994: NEVER STOP - Cha-DANCE Party Vol.9
- 8 marzo 1995: TPD COLLECTION from The Early Cha-DANCE Party - Cha-DANCE Party Vol.10 (raccolta)
- 8 marzo 1995: TPD The Remix - Cha-DANCE Party Vol.11
- 2 agosto 1995: Check my heart - Cha-DANCE Party Vol.12

### Album dei membri solisti
- 15 gennaio 1993: SATOMI from Tokyo Performance Doll
- 15 gennaio 1993: MIHO from Tokyo Performance Doll
- 15 gennaio 1993: RYOKO from Tokyo Performance Doll
- 15 gennaio 1993: CHISA from Tokyo Performance Doll
- 15 gennaio 1993: YURI from Tokyo Performance Doll
- 15 gennaio 1993: YUKO from Tokyo Performance Doll
- 15 gennaio 1993: MAI from Tokyo Performance Doll
- 1º dicembre 1994: Yuko Anai - SIN

## Laserdisc
- 1º febbraio 1991: VIDEO Cha-DANCE Vol.0
- 21 marzo 1991: VIDEO Cha-DANCE Vol.1
- 21 marzo 1991: VIDEO Cha-DANCE Vol.2
- 21 giugno 1991: VIDEO Cha-DANCE Vol.3
- 21 giugno 1991: VIDEO Cha-DANCE Vol.4
- 1º ottobre 1991: VIDEO Cha-DANCE Vol.5
- 1º ottobre 1991: VIDEO Cha-DANCE Vol.6
- 21 luglio 1993: VIDEO Cha-DANCE Vol.7 LIVE AT Tokyo Kouseinen Kinkaikan
- 21 luglio 1993: VIDEO Cha-DANCE Vol.8 LIVE AT Tokyo Kouseinen Kinkaikan
- 1º dicembre 1993: VIDEO Cha-DANCE Vol.9: That's the REVUE 1 Live at Nihon Budoukan
- 1º dicembre 1993: VIDEO Cha-DANCE Vol.10: That's the REVUE 2 Live at Nihon Budoukan
- 21 novembre 1994: VIDEO Cha-DANCE Vol.11: That's the REVUE 1994 PART1 Live at YOKOHAMA ARENA
- 21 novembre 1994: VIDEO Cha-DANCE Vol.12: That's the REVUE 1994 PART2 Live at YOKOHAMA ARENA
- 1º dicembre 1995: VIDEO Cha-DANCE Vol.13: SPEED PER HOUR 270 km

## DVD
- 3 dicembre 2003: That's the REVUE